# Победа (планина)
Вижте пояснителната страница за други значения на Победа.
Побе́да е най-високата планина в Якутия, която е част от Буордахския масив на Черски хребет.
Най-високата точка на планината и Якутия, и същевременно на Източен Сибир, е с надморска височина от 3003 m. Намира се на около 180 km североизточно от селището Уст Нера и на почти 140 km южно от полярния кръг.